# Guadalupe González-Hontoria
Guadalupe González-Hontoria y Allende-Salazar (Madrid, 25 de enero de 1921 - ibíd. 26 de octubre de 2014) fue una investigadora etnóloga española miembro de la Real Academia de la Historia (2002). Creó el Museo de Artes y Tradiciones Populares de Madrid, fue directora de la revista de etnografía Narria y recibió el premio "Henry Ford" a la Conservación del Patrimonio,  (1997) tarea y resultados que, según sus propias palabras, abordó "con el convencimiento de que los utensilios, además de su función primera, son obras de arte".

## Biografía
Su madre era Concepción Allendesalazar Bernar, hija de Manuel Allendesalazar, presidente del Consejo de Ministros (1921) y su padre, Manuel González-Hontoria y Fernández Ladreda, diplomático, político, jurista, historiador y ministro durante el reinado de Alfonso XIII. 
González-Hontoria se doctoró en Historia en la Universidad Complutense de Madrid.  Investigó en el Archivo Histórico Nacional (AHN) de Madrid y en el Archivo General de Indias (AGI) de Sevilla sobre la historia del Marqués de Mancera, Antonio Sebastián de Toledo Salazar, virrey de Nueva España.
Ya desde muy joven, y en circunstancias muy parecidas a las protagonizadas por otra ilustre colega en la investigación etnográfica, la también historiadora Natacha Seseña, recorrió en la década de 1970 los pueblos más remotos de España en su Renault 4x4. La importante colección de piezas reunidas fueron luego cedidas a la UAM (Universidad Autónoma de Madrid). El conjunto de objetos, además de valiosos ejemplares del XVIII, está datado entre mediados del siglo XIX y mediados del XX, y una coda de elementos más recientes.
En 2002 fue recibida como Académica Correspondiente de la Real Academia de la Historia.

## El Museo de Artes y Tradiciones Populares
Este museo, que puede considerarse su legado patrimonial más importante, fue inaugurado en 1975 en la Facultad de Filosofía y Letras de la Universidad Autónoma de Madrid, con cerca de tres mil piezas donadas por González-Hontoria (tesoro que llegó a doblar con nuevas donaciones). En 2011, el Museo se trasladó a la calle de Carlos Arniches, en las inmediaciones del Rastro de Madrid, compartiendo espacios con el Centro Cultural La Corrala, dependiente también de la Universidad Autónoma de Madrid. La colección del Museo de Artes y Tradiciones Populares reúne más de 8.000 piezas de toda España (desde instrumentos musicales y artesanía hasta vestidos o aperos de labranza) de evidente valor etnográfico y antropológico.

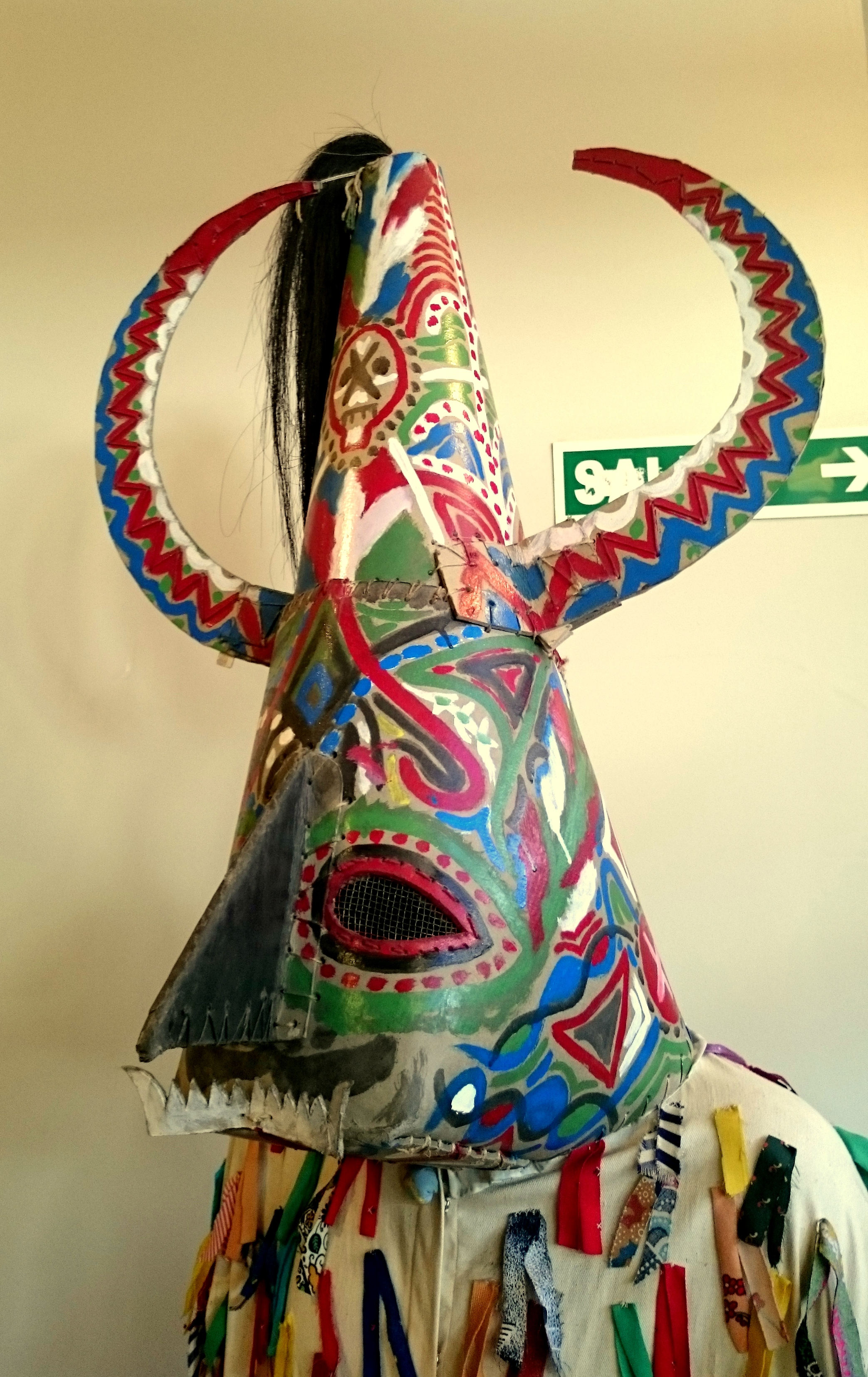
Traje de Jarramplas. Museo de Artes y Tradiciones Populares de Madrid. Foto Wikicommons

También en 1975 impulsó la creación de la revista Narria: Estudios de artes y costumbres populares , donde escribió artículos referidos a las tradiciones populares de España y de América, y  de la que fue directora hasta 2008. La colección completa puede consultarse a través de la Biblioteca del Centro Cultural La Corrala. Destacó su investigación sobre las artesanías de España, que recopiló en cinco volúmenes. Se interesó por todos los ámbitos de la artesanía: fibras vegetales, piel, telares manuales, vidrio soplado, veletas, objetos de latón y bronce o cerámicas vidriadas, además de todo tipo de objetos realizados con otros materiales.

## Obra
Destaca su colección de investigaciones sobre Las artesanías de España, publicada por Ediciones del Serbal a partir de 1998 y hasta 2007, donde, entre curiosas anécdotas, se muestra un variado crisol de la producción artesana y se explican las circunstancias sociales que la determinan a lo largo de la historia.  
- Las artesanías de España. Tomo I: Zona septentrional (Galicia, Asturias, Cantabria, País Vasco y Navarra). ISBN 84-7628-218-4
- Las artesanías de España. Tomo II: Zona oriental (Cataluña, Baleares, País Valenciano y Murcia). ISBN 84-7628-379-2
- Las artesanías de España. Tomo III: Zona meridional (Andalucía y Canarias). ISBN 84-7628-409-8
- Las artesanías de España. Tomo IV: Zona central norte (Castilla-León, La Rioja y Aragón). ISBN 84-7628-459-4
- Las artesanías de España. Tomo V: Zona central sur (Castilla-La Mancha, Madrid y Extremadura). ISBN 84-7628-489-6
- Restos en España de un arte menor indígena americano. En "Miscelánea de arte", 1982, ISBN 84-00-05132-7, págs. 279-282
- Telares manuales de España (con María Pía Timón), Editora Nacional, 1983
- El vidrio soplado mallorquín, 1989
- El arte popular en el ciclo de la vida humana. Nacimiento, matrimonio y muerte, 1991

## Reconocimientos
En 2020, fue incluida dentro del proyecto “Mujeres Investigadoras en los Archivos Estatales (1900-1970)” para la descripción archivística y creación de un micrositio específico en el Portal de Archivos Españoles (PARES), desarrollado entre 2020-2023. Este proyecto ha sido impulsado por la Subdirección General de Archivos Estatales, con el objetivo visibilizar la labor de investigación realizada en España por las mujeres en el intervalo 1900-1970 partiendo de los registros documentales que se conservan en los Archivos de Gestión de los AAEE del Ministerio de Cultura (el Archivo Histórico Nacional, el Archivo de la Corona de Aragón, el Archivo General de Simancas, el Archivo General de Indias, el Archivo de la Real Chancillería de Valladolid, el Archivo General de la Administración y el Centro de Información Documental de Archivos).